# Vivien Leigh
Vivian Mary Hartley (Darjeeling, India, 5 de noviembre de 1913-Londres, 8 de julio de 1967), conocida artísticamente como Vivien Leigh, fue una actriz de teatro y cine británica. Galardonada con dos premios Óscar a la mejor actriz, se la recuerda sobre todo por sus papeles como Scarlett O'Hara en Lo que el viento se llevó (1939) y como Blanche DuBois en Un tranvía llamado deseo (1951), papel que ya había desempeñado en los teatros del West End de Londres en 1949.
Tras finalizar sus estudios de arte dramático desempeñó pequeños papeles en cuatro películas en 1935 y progresó hasta su papel protagonista en Fire Over England (1937). Elogiada por su belleza, sintió que sus atributos físicos en ocasiones le impedían ser tomada en serio como actriz. A pesar de su fama en la gran pantalla, fue sobre todo una actriz de teatro; durante su carrera de 30 años desempeñó papeles que fueron desde las comedias de Noël Coward y George Bernard Shaw hasta personajes clásicos de Shakespeare como Ofelia, Cleopatra, Julieta y Lady Macbeth. Ya en sus últimos años, desempeñó algunos papeles secundarios en unas pocas películas.
Durante su matrimonio con Laurence Olivier, con el que estuvo casada en segundas nupcias entre 1940 y 1960, el público la identificaba a menudo junto a su marido, con el que coprotagonizó tres películas y numerosas producciones teatrales, a menudo dirigidas por el propio Olivier. Tenía reputación de ser difícil trabajar con ella y durante gran parte de su vida adulta padeció trastorno bipolar, además de episodios recurrentes de tuberculosis crónica, que le fue diagnosticada por primera vez a mediados de la década de 1940 y que finalmente fue la causa de su muerte a los 53 años de edad. A pesar de que su carrera tuvo períodos de inactividad, en 1999 el American Film Institute la clasificó como una de las mayores estrellas del cine clásico de Hollywood.

## Primeros años

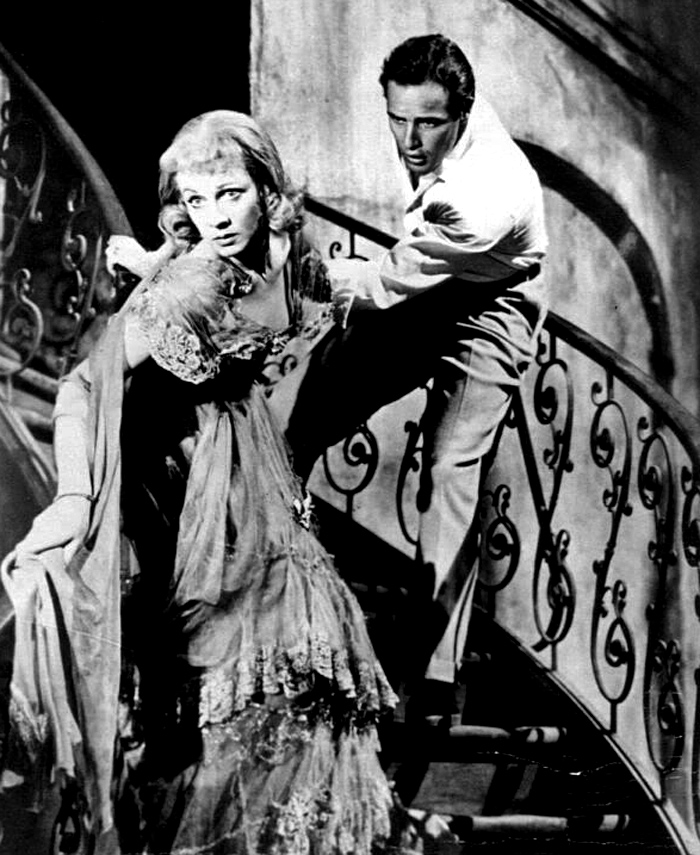
Foto publicitaria de prensa de Marlon Brando y Vivien Leigh en Un tranvía llamado deseo, 1951

Nacida como Vivian Mary Hartley el 5 de noviembre de 1913 en el campus del St. Paul's School de Darjeeling, en el Raj británico, Leigh era la única hija del financiero británico Ernest Richard Hartley y su esposa Gertrude Mary Frances (nacida Yackjee; también utilizó el apellido de soltera de su madre, Robinson). Su padre nació en Escocia en 1882, mientras que su madre, católica devota, nació en Darjeeling en 1888 y se cree que pudo ser de ascendencia irlandesa y parsi. Los padres de Gertrude, que vivían en la India, eran Michael John Yackjee (nacido en 1840) y Mary Teresa Robinson (nacida en 1856), hija de una familia indio-irlandesa muerta durante la rebelión en la India de 1857 y que creció en un orfanato, donde conoció a Yackjee; se casaron en 1872 y tuvieron cinco hijos, de los cuales Gertrude era la más joven. Ernest y Gertrude Hartley se casaron en 1912 en el barrio londinense de Kensington.
En 1917 Ernest Hartley fue trasladado a Bangalore como oficial en la caballería india, mientras que Gertrude y Vivian se quedaron en Ootacamund. A la edad de tres años, la joven Vivian hizo su primera aparición ante el público en el grupo de teatro aficionado de su madre, recitando la canción infantil Little Bo Peep. Gertrude Hartley trató de inculcar en su hija el aprecio por la literatura y le dio a conocer las obras de Hans Christian Andersen, Lewis Carroll y Rudyard Kipling, así como historias de la mitología griega y el folclore indio. A los seis años su madre la envió al colegio del Convento del Sagrado Corazón (en la actualidad Woldingham School), por entonces situado en Roehampton, al suroeste de Londres, desde el colegio del Convento de Loreto en Darjeeling donde estudiaba. Una de sus amigas fue la futura actriz Maureen O'Sullivan, dos años mayor que ella, a la que Vivian expresó su deseo de convertirse en «una gran actriz». Su padre la sacó de la escuela y viajó con sus padres durante cuatro años, período durante el cual asistió a escuelas en Europa, especialmente en Dinard, Biarritz, San Remo y París, y llegó a dominar el francés y el italiano. La familia regresó a Gran Bretaña en 1931. Asistió a A Connecticut Yankee, una de las películas de O'Sullivan representada en el West End de Londres, y le reveló a sus padres su intención de convertirse en actriz. Poco después, su padre la inscribió en la Real Academia de Arte Dramático (RADA) en Londres.
Vivian vio por primera vez a Herbert Leigh Holman, conocido como Leigh Holman, un abogado 13 años mayor que ella, en 1931. A pesar de su desaprobación hacia la «gente de teatro», se casaron el 20 de diciembre de 1932 y ella abandonó sus estudios en la RADA; su asistencia e interés en actuar habían disminuido tras conocer a Holman. El 12 de octubre de 1933 dio a luz en Londres a su única hija, Suzanne, que más tarde se convertiría en actriz como Suzanne Farrington, tras su matrimonio con Robin Neville Farrington.

## Inicios como actriz
Por sugerencia de sus amigos desempeñó un pequeño papel como colegiala en la película Things Are Looking Up (1935), en lo que fue su debut cinematográfico, aunque no figuró en los créditos. Contrató a un agente, John Gliddon, que consideró que Vivian Holman no era un nombre adecuado para una actriz, por lo que, después de rechazar sus numerosas sugerencias, ella decidió que su nombre artístico sería «Vivian Leigh». Gliddon se la recomendó al productor y director Alexander Korda como posible actriz de cine, pero Korda la rechazó al considerar que carecía de potencial. Actuó en la obra teatral The Mask of Virtue, dirigida por Sidney Carroll en 1935, y recibió excelentes críticas, lo que le supuso conseguir entrevistas y aparecer en artículos de prensa. Uno de esos artículos fue del Daily Express, en el que la entrevistadora observó que «un cambio como un rayo apareció en su rostro», que fue la primera mención pública de los bruscos cambios de humor que se habían vuelto característicos de ella. El futuro poeta laureado John Betjeman la describió como «la esencia de la juventud inglesa». Korda asistió a su actuación de la noche de estreno, admitió su error, y firmó con ella un contrato cinematográfico. Continuó con la obra pero, cuando Korda la trasladó a un teatro más grande, Leigh fue incapaz de proyectar su voz adecuadamente o de mantener la atención de una audiencia tan grande, y la obra dejó de representarse poco después. En el cartel de la obra, Carroll había cambiado la ortografía de su nombre de pila a «Vivien».
En 1960 Leigh volvió a dar muestras de su ambivalencia ante su primera experiencia de aclamación crítica y repentina fama, comentando que «algunos críticos consideraron conveniente ser tan tontos como para decir que yo era una gran actriz. Y pensé que eso era una tontería, algo malvado, porque me imponía esa obligación y esa responsabilidad, que no podía soportar. Y me llevó años aprender lo suficiente para estar a la altura de lo que decían en esas primeras críticas. Lo encuentro estúpido. Recuerdo muy bien al crítico y nunca le he perdonado».

## Conoce a Laurence Olivier
Laurence Olivier conoció a Leigh cuando acudió a ver una función de The Mask of Virtue y entablaron amistad cuando la felicitó por su actuación. Iniciaron un romance durante su representación en el papel de amantes en la película Fire Over England (1937), pero Olivier todavía estaba casado con la actriz Jill Esmond. Durante este período, Leigh leyó la novela de Margaret Mitchell Lo que el viento se llevó y le dio instrucciones a su representante estadounidense para que la recomendara a David O. Selznick, que estaba planeando una versión cinematográfica de la novela. Ella comentó a un periodista: «Me he elegido como Scarlett O'Hara»; el crítico de cine del The Observer C. A. Lejeune recordó una conversación del mismo período en la que Leigh «nos sorprendió a todos» con la afirmación de que Olivier «no hará el papel de Rhett Butler, pero yo seré Scarlett O'Hara. Espera y verás.»
A pesar de su relativa inexperiencia fue elegida para interpretar a Ofelia en la adaptación teatral de Olivier de Hamlet en una producción del Old Vic estrenada en Elsinor, Dinamarca. Olivier recordó más adelante un incidente cuando su humor cambió rápidamente mientras que ella se estaba preparando para entrar en escena; sin provocación aparente, empezó a gritarle y de repente se quedó en silencio y con la mirada perdida. Pudo llevar a cabo la representación sin contratiempos y al día siguiente había vuelto a la normalidad sin recordar el incidente. Era la primera vez que Olivier presenciaba en ella este comportamiento. Comenzaron a vivir juntos, ya que sus respectivos esposos se habían negado a concederles el divorcio. A causa de los estándares morales aplicados por entonces por la industria cinematográfica, su relación tenía que llevarse a cabo al margen de la opinión pública.
Actuó junto a Robert Taylor, Lionel Barrymore y Maureen O'Sullivan en A Yank at Oxford (1938), que fue la primera de sus películas en recibir atención en Estados Unidos. Durante la producción, adquirió una reputación de carácter difícil e irrazonable, en parte porque le disgustaba su papel secundario, pero principalmente porque sus petulantes excentricidades parecían resultarle beneficiosas. A pesar de llegar a un acuerdo tras la amenaza de presentar una demanda por un incidente frívolo, Korda le dijo a su representante que advirtiera a la actriz que no le renovarían el contrato si su comportamiento no mejoraba. Su siguiente papel fue en Sidewalks of London (1938), junto a Charles Laughton.
Olivier había intentando ampliar su carrera cinematográfica, pero a pesar de su éxito en Gran Bretaña no era muy conocido en Estados Unidos y los intentos anteriores de presentarlo al público estadounidense habían fracasado. Tras recibir una oferta para el papel de Heathcliff en la producción de Samuel Goldwyn Cumbres Borrascosas (1939), viajó a Hollywood dejando a Leigh en Londres. Goldwyn y el director de la película, William Wyler, ofrecieron a la actriz el papel secundario de Isabella, pero ella rechazó la oferta porque prefería el de Cathy, papel que finalmente desempeñó Merle Oberon.

## Lo que el viento se llevó

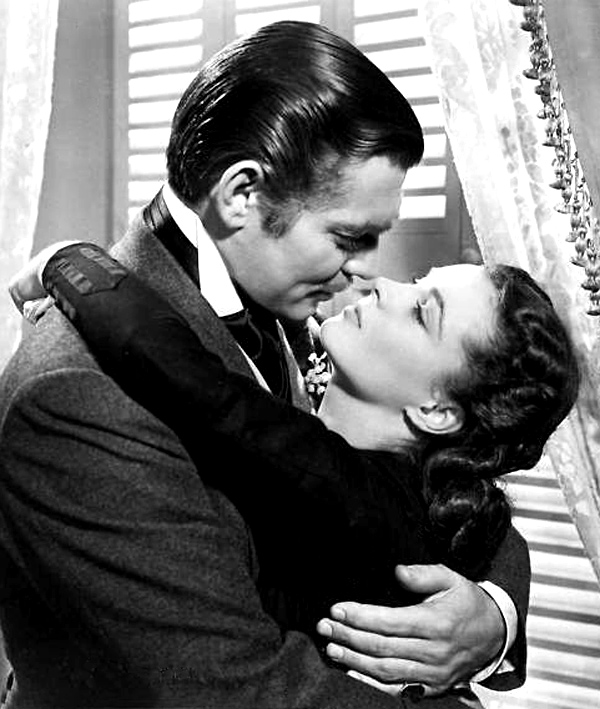
Leigh y Clark Gable en Lo que el viento se llevó (1939).

En Hollywood se estaba llevando a cabo una prolongada búsqueda acompañada de gran publicidad para encontrar a una actriz para el papel de Scarlett O'Hara en la gran producción de David O. Selznick de Lo que el viento se llevó (1939). Por aquel entonces Myron Selznick, hermano de David y agente teatral estadounidense de Leigh, era el representante en Londres de la Myron Selznick Agency. En febrero de 1938 Leigh le pidió a Myron Selznick que la consideraran para desempeñar el papel de Scarlett.

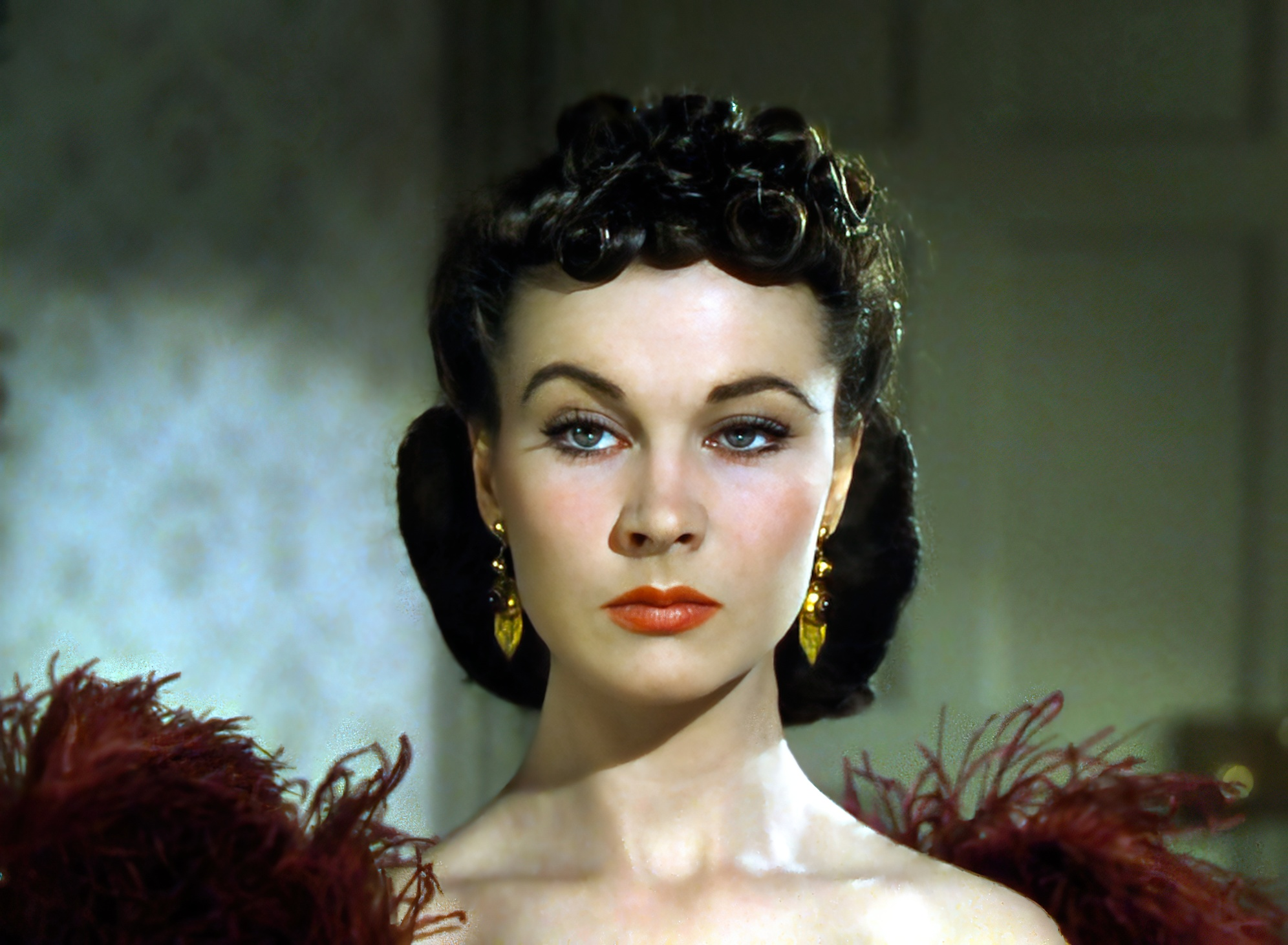
Vivien Leigh como Scarlett O'Hara.

Ese mismo mes David O. Selznick vio sus actuaciones en Fire Over England y A Yank at Oxford y pensó que era una buena actriz, pero de ninguna manera una posible Scarlett porque era «demasiado británica». A pesar de ello, Leigh viajó a Los Ángeles para estar con Olivier y para tratar de convencer a David Selznick de que ella era la persona adecuada para el papel. Myron Selznick también era representante de Olivier y cuando conoció a Leigh creyó que poseía las cualidades que su hermano estaba buscando. Se cuenta la historia de que Myron Selznick llevó a Leigh y a Olivier al plató donde se filmó la grabación de la escena del incendio de Atlanta y orquestó un encuentro donde presentó a Leigh y, dirigiéndose burlonamente a su hermano menor, le dijo: «Hey, genio, te presento a tu Scarlett O'Hara». Al día siguiente, Leigh leyó una escena para Selznick, quien organizó una prueba de pantalla con el director George Cukor y escribió a su esposa: «Ella es la ganadora sorpresa para Scarlett y se ve muy bien. Te comento esto sin que se lo digas a nadie: la selección se reduce a Paulette Goddard, Jean Arthur, Joan Bennett y Vivien Leigh». Cukor estuvo de acuerdo y alabó la «increíble bravura» de Leigh y la actriz consiguió el papel poco después.
El rodaje resultó difícil para Leigh. Cukor fue despedido y sustituido por Victor Fleming, con quien la actriz tenía frecuentes enfrentamientos. Ella y Olivia de Havilland se reunían en secreto con Cukor por las noches y los fines de semana para oír sus consejos sobre cómo debían desempeñar sus papeles. Leigh entabló amistad con Clark Gable, su esposa Carole Lombard y Olivia de Havilland, pero no tuvo buenas relaciones con Leslie Howard, con quien debía rodar varias escenas muy emotivas. En ocasiones debía trabajar los siete días de la semana, a menudo hasta altas horas de la noche, lo cual aumentaba su angustia; además echaba de menos a Olivier. Durante una llamada telefónica de larga distancia con Olivier, declaró: «... ¡cómo odio actuar en el cine! ¡Lo odio, lo odio, y no quiero volver a rodar nunca más una película!» En una biografía de Olivier de 2006, Olivia de Havilland defendió a Leigh contra las afirmaciones acerca de su conducta maníaca durante el rodaje de la película: «Vivien fue impecablemente profesional, impecablemente disciplinada en Lo que el viento se llevó. Tenía dos grandes preocupaciones: hacer su mejor trabajo en un papel extremadamente difícil y estar separada de Larry [Olivier], que estaba en Nueva York».
La película le supuso a Leigh fama y atención inmediata, aunque se la cita diciendo: «No soy una estrella de cine, soy actriz. Ser una estrella de cine, sólo una estrella de cine, es una vida falsa, vivida por falsos valores y por la publicidad. Las actrices trabajan mucho tiempo y siempre hay papeles maravillosos para representar». Lo que el viento se llevó ganó diez premios Óscar, incluido el de mejor actriz para Leigh, quien también ganó un premio como mejor actriz concedido por el Círculo de Críticos de Cine de Nueva York.

## Matrimonio y primeros trabajos con Olivier
En febrero de 1940 Jill Esmond aceptó divorciarse de Laurence Olivier y Leigh Holman de Vivien, aunque mantuvieron una estrecha amistad por el resto de su vida. Esmond recibió la custodia de Tarquin, su hijo con Olivier, y Holman recibió la custodia de Suzanne, su hija con Leigh. El 31 de agosto de 1940 se casaron en el complejo turístico propiedad de Ronald Colman San Ysidro Ranch en Santa Bárbara (California), en una ceremonia a la que asistieron solamente sus anfitriones, Ronald y Benita Colman, y los testigos, Katharine Hepburn y Garson Kanin.
Leigh había realizado una prueba de pantalla y esperaba coprotagonizar junto a su marido Rebecca (1940), que iba a ser dirigida por Alfred Hitchcock con Olivier en el papel principal. Después de ver la prueba de pantalla de Leigh, David Selznick señaló que «no parece la adecuada para representar la sinceridad, edad o inocencia» del personaje, una opinión compartida por Hitchcock y el mentor de Leigh, George Cukor, además Selznick observó que no había demostrado ningún entusiasmo por el papel hasta que Olivier fue confirmado como protagonista, por lo que le dio el papel a Joan Fontaine, y también se negó a permitir que se uniera a Olivier en Más fuerte que el orgullo (Pride and Prejudice, 1940), por lo que Greer Garson desempeñó el papel que Leigh deseaba para ella misma. Olivier y Leigh iban a protagonizar El puente de Waterloo (Waterloo Bridge, 1940), pero Selznick substituyó a Olivier con Robert Taylor, por entonces en la cumbre de su éxito como una de las estrellas masculinas más populares de la Metro-Goldwyn-Mayer; sus recaudaciones en taquilla reflejaban su estatus en Hollywood y la película tuvo gran acogida entre la audiencia y la crítica.

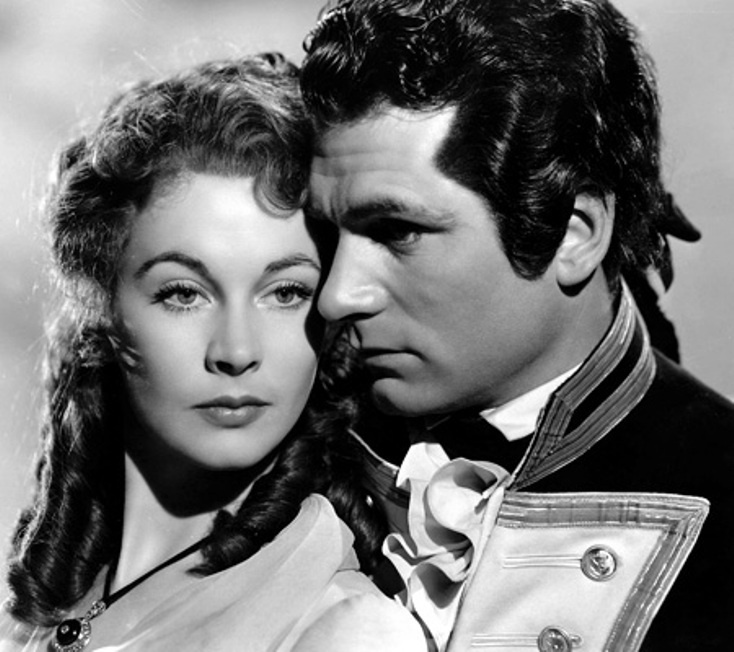
Vivien Leigh con Laurence Olivier en That Hamilton Woman (1941).

Los Olivier montaron una producción teatral de Romeo y Julieta para Broadway. La prensa de Nueva York dio a conocer la naturaleza adúltera de los inicios de la relación entre Olivier y Leigh y cuestionó su ética al no regresar al Reino Unido para colaborar con el esfuerzo bélico de su país. Las críticas de Romeo y Julieta fueron desfavorables. Brooks Atkinson, del The New York Times, escribió: «Aunque la señorita Leigh y el señor Olivier son unos atractivos jóvenes, prácticamente no actúan». Aunque la mayor parte de la culpa se atribuyó a la actuación y dirección de Olivier, Leigh también fue criticada, como en el caso del historiador y crítico Bernard Grebanier, famoso por sus estudios sobre la obra de Shakespeare. La pareja había invertido casi todos sus ahorros, unos 40 000 dólares, en el proyecto y el fracaso fue un desastre financiero para ambos.
El matrimonio protagonizó That Hamilton Woman (1941), con Olivier como Horatio Nelson y Leigh como Emma Hamilton. Por entonces Estados Unidos todavía no se habían incorporado a la guerra en curso, y esta fue una de las películas que Hollywood realizó con el objetivo de despertar un sentimiento probritánico entre el público estadounidense. La película fue popular en Estados Unidos y un éxito excepcional en la Unión Soviética. Winston Churchill organizó una proyección durante una fiesta a la que asistió el presidente estadounidense Franklin D. Roosevelt y al terminar se dirigió a los asistentes diciendo: «Caballeros, pensé que esta película les interesaría, pues muestra los grandes eventos similares a aquellos en los que están tomando parte». Los Olivier siguieron colaborando con Churchill, asistiendo a cenas y aquellas ocasiones para las que fueron requeridos durante el resto de su vida.
Los Olivier regresaron a Gran Bretaña en marzo de 1943; Leigh recorrió el norte de África ese mismo año como parte de una revista para las fuerzas armadas desplazadas en la región. Según los informes, rechazó un contrato de un estudio cinematográfico por valor de 5000 dólares semanales de voluntaria como parte del esfuerzo bélico. Actuó para las tropas antes de caer enferma con una tos persistente y fiebre. En 1944 se le diagnosticó tuberculosis en el pulmón izquierdo y pasó varias semanas en el hospital. Leigh estaba rodando César y Cleopatra cuando descubrió que estaba embarazada, pero poco después sufrió un aborto espontáneo. Entró temporalmente en una profunda depresión que en su peor momento la llevó a caerse al suelo sollozando en un ataque de histeria. Este fue el primero de los muchos episodios de su trastorno bipolar. Olivier llegó a reconocer los síntomas de un episodio inminente: varios días de hiperactividad, seguidos de un período de depresión y un colapso nervioso, después de lo cual Leigh no recordaría el incidente, pero estaría sumamente avergonzada y arrepentida.

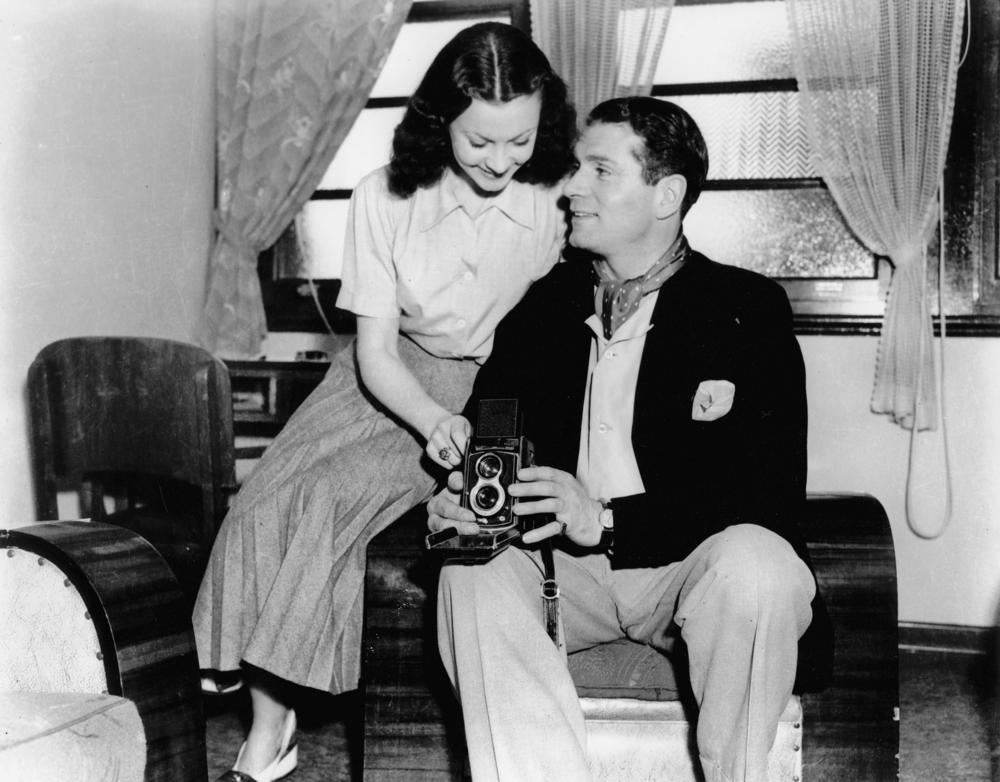
Leigh y Olivier en Australia (junio de 1948).

Con la aprobación de su médico, Leigh estuvo lo suficientemente bien como para volver a actuar en 1946, protagonizando la exitosa producción teatral de Thornton Wilder en Londres The Skin of Our Teeth; sin embargo sus películas de este período, César y Cleopatra (1945) y Anna Karénina (1948), no fueron grandes éxitos comerciales. Todas las películas del Reino Unido de este período se vieron afectadas negativamente por un boicot de Hollywood a las películas británicas.
En 1947 Olivier fue nombrado caballero y Leigh lo acompañó al palacio de Buckingham para la investidura, convirtiéndose en Lady Olivier. Tras su divorcio, según la costumbre que se otorgaba a la esposa divorciada de un caballero, se la conocía socialmente como Vivien, Lady Olivier.
En 1948 Olivier formaba parte de la junta directiva del Old Vic Theatre y emprendió junto a su esposa una gira de seis meses por Australia y Nueva Zelanda para recaudar fondos para el teatro. Olivier desempeñó el papel protagonista en la obra teatral Ricardo III y también actuó junto a Leigh en The School for Scandal y The Skin of Our Teeth. La gira fue un éxito excepcional y, aunque Leigh padecía de insomnio y le permitió a su suplente reemplazarla durante una semana mientras estaba enferma, generalmente soportó los requerimientos que se le imponían, como las peticiones de atender a los medios, pues Olivier apreciaba su habilidad para «cautivar a la prensa». Los miembros de la compañía recordaron más adelante varias peleas entre la pareja, y Olivier estaba cada vez más resentido por las demandas que recaían sobre él durante la gira. El altercado más dramático ocurrió en Christchurch, Nueva Zelanda, cuando no encontraron sus zapatos y Leigh se negó a salir al escenario sin ellos. Olivier, exhausto y exasperado, le gritó una obscenidad y le dio una bofetada en la cara, y Leigh le devolvió otra bofetada, consternada de que la golpeara públicamente; poco después se dirigió al escenario con unos zapatos prestados y, en cuestión de segundos, había «secado sus lágrimas y sonreído alegremente en escena». Al final de la gira, ambos estaban agotados y enfermos. Olivier le dijo a un periodista: «Puede que no lo sepas, pero estás hablando con un par de cadáveres andantes». Más tarde, observaría que «perdió a Vivien» en Australia.
El éxito de la gira animó a los Olivier a hacer su primera aparición en el West End juntos, representando las mismas obras y una más, Antígona, incluida ante la insistencia de Leigh porque deseaba desempeñar un papel en una tragedia.

## Un tranvía llamado Deseo

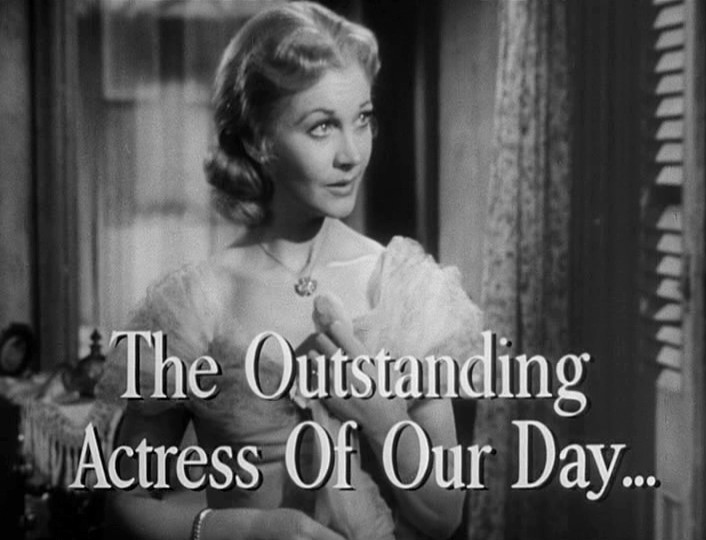
Leigh como Blanche DuBois en el tráiler de la versión cinematográfica de Un tranvía llamado Deseo.

Leigh consiguió el papel de Blanche DuBois en la producción teatral de la obra del dramaturgo Tennessee Williams Un tranvía llamado Deseo (A Streetcar Named Desire, 1947), después de que Williams y la productora de la obra, Irene Mayer Selznick (hija del fundador de la MGM, Louis B. Mayer), la vieran actuando en The School for Scandal y Antígona; por su parte, Olivier fue contratado como director. La obra incluía una escena de violación y referencias a la promiscuidad y la homosexualidad, y estaba claramente destinada a ser polémica; el debate en los medios de comunicación sobre su pertinencia incrementó la ansiedad de Leigh. Sin embargo, creía firmemente en la importancia de esta obra.
Cuando la producción de la obra en el West End se estrenó en octubre de 1949, J. B. Priestley censuró la obra y la actuación de Leigh, y el crítico Kenneth Tynan, que tenía por costumbre rechazar sus actuaciones teatrales, comentó que Leigh no era apropiada para el papel porque los actores británicos estaban «demasiado bien educados para exteriorizar sentimientos en escena». Olivier y Leigh estaban desilusionados porque parte del éxito comercial de la obra estaba en la asistencia de espectadores que querían ver lo que creían sería una historia escabrosa, en lugar de lo que ellos concebían como una tragedia griega. La obra también tuvo firmes defensores, como el actor y dramaturgo Noël Coward, quien describió a Leigh como «espléndida».
Después de 326 representaciones Leigh dejó la obra, y pronto fue elegida para volver a interpretar su papel como Blanche DuBois en la versión cinematográfica de la obra. Su irreverente y a menudo obsceno sentido del humor hizo que mantuviera una buena relación con el coprotagonista, Marlon Brando, pero al principio tuvo dificultades para trabajar con el director, Elia Kazan, ya que este no estaba de acuerdo con la dirección que Olivier había tomado al dar forma al personaje de Blanche. Kazan había preferido a Jessica Tandy y más tarde a Olivia de Havilland antes que a Leigh, pero sabía que había tenido éxito en la producción teatral londinense desempeñando al personaje. Posteriormente comentó que no la tenía en gran estima como actriz, considerando que «tenía poco talento», sin embargo a medida que el rodaje avanzaba, pasó a sentir una «gran admiración» por «la mayor determinación por sobresalir de cualquier actriz que conozco. Se habría arrastrado sobre cristales rotos si creyera que eso ayudaría a su actuación». Leigh encontró el papel extenuante y comentó en Los Angeles Times: «Estuve durante nueve meses en el teatro como Blanche DuBois. Ahora ella está al mando sobre mí». Olivier la acompañó a Hollywood, donde él iba a coprotagonizar junto a Jennifer Jones la película Carrie (1952), dirigida por William Wyler.
Su actuación en la película recibió magníficas críticas, y obtuvo su segundo Óscar como mejor actriz, el Premio de la Academia Británica de las Artes Cinematográficas y de la Televisión (BAFTA) a la mejor actriz británica y un premio del Círculo de Críticos de Cine de Nueva York a la mejor actriz. Tennessee Williams comentó que Leigh dio al papel «todo lo que imaginé para él, y mucho de lo que nunca había soñado». Leigh tenía sentimientos encontrados acerca de su relación con el personaje; en años posteriores, dijo que interpretar a Blanche DuBois «me volvió loca».

## Lucha con la enfermedad
En 1951 Leigh y Laurence Olivier interpretaron dos obras teatrales sobre Cleopatra, Antonio y Cleopatra de William Shakespeare y César y Cleopatra de Bernard Shaw, alternando la obras cada noche y obteniendo buenas críticas. En 1952 llevaron las producciones a Nueva York, donde las representaron en el Ziegfeld Theatre durante una temporada. Las críticas también fueron positivas, pero el crítico de cine Kenneth Tynan los enfureció cuando sugirió que Leigh carecía de talento, lo que obligaba a Olivier a comprometer el suyo; la diatriba de Tynan casi provocó otro colapso de la actriz, quien, aterrorizada por el fracaso y con su intención de alcanzar la grandeza, se obsesionó con estos comentarios e hizo caso omiso de las críticas positivas de otros críticos.
En enero de 1953 viajó a Ceilán para filmar La senda de los elefantes junto a Peter Finch. Poco después de que comenzara el rodaje, sufrió un colapso nervioso y Paramount Pictures la reemplazó por Elizabeth Taylor. Olivier la llevó de regreso a su casa en Gran Bretaña donde, en uno de sus períodos de incoherencia, Leigh le dijo que estaba enamorada de Finch y había mantenido un romance con él. Tras varios meses consiguió recuperarse. Como resultado de este episodio, muchos de los amigos de los Olivier se enteraron de sus problemas. David Niven dijo que había estado «bastante, bastante loca». Noël Coward expresó sorpresa en su diario y que «las cosas habían estado mal y empeoraban desde 1948 aproximadamente». La relación romántica de Leigh con Finch comenzó en 1948 y creció y menguó, disminuyendo la intermitencia a medida que su condición mental se deterioró.
En 1953 estaba lo suficientemente recuperada como para interpretar The Sleeping Prince junto a Olivier y en 1955 actuó durante una temporada en Stratford-upon-Avon representando las obras de Shakespeare Noche de reyes, Macbeth y Tito Andrónico. Llenaron los aforos y recibieron por lo general buenas críticas, y la salud de Leigh parecía estable. En 1955 protagonizó la película de Anatole Litvak The Deep Blue Sea, en la que el coprotagonista Kenneth More no se sintió a gusto con Leigh durante el rodaje.
En 1956 actuó como protagonista en la obra teatral de Noël Coward South Sea Bubble, pero se retiró de la producción cuando quedó embarazada. Varias semanas más tarde abortó y entró en un período de depresión que duró meses. Se unió a Olivier para una gira europea de Tito Andrónico, pero la gira fracasó a causa de sus frecuentes ataques contra Olivier y otros miembros de la compañía. Regresó a Londres, donde su exmarido, Leigh Holman, que todavía podía ejercer una gran influencia en ella, se quedó con los Olivier y ayudó a calmarla.
En 1958, considerando que su matrimonio había terminado, inició una relación con el actor Jack Merivale, quien estaba al tanto de la situación médica de Leigh y le aseguró a Olivier que él la cuidaría. En 1959, tras su éxito con la comedia de Noël Coward Look After Lulu!, un crítico que trabajaba para The Times la describió como «hermosa, deliciosamente fresca y de hecho, es la dueña de todas las situaciones».
En 1960 se divorciaron y Olivier pronto se casó con la actriz Joan Plowright. En su autobiografía, Olivier habló de los años de tensión que habían sufrido debido a la enfermedad de Leigh: «A lo largo de su posesión por ese monstruo increíblemente maligno, la depresión maníaca, con sus mortales y cada vez más estrechas espirales, ella mantuvo su buen juicio personal, una habilidad para disfrazar su verdadera condición mental de casi todos excepto yo, para quienes difícilmente podrían esperarse el problema.»

## Últimos años y muerte
La relación con Merivale demostró ser una influencia estabilizadora para Leigh, pero a pesar de su aparente alegría, el periodista Radie Harris la cita diciendo: «preferiría haber vivido una vida breve con Larry [Olivier] que enfrentarse a una larga sin él». Su primer marido, Leigh Holman, también pasó mucho tiempo con ella. Merivale se unió a ella para una gira por Australia, Nueva Zelanda y América Latina, que duró desde julio de 1961 hasta mayo de 1962, en la que la actriz disfrutó de críticas positivas sin compartir protagonismo con Olivier. A pesar de que todavía sufría episodios de depresión, continuó trabajando en el teatro y, en 1963, ganó un premio Tony a la mejor actriz en un musical por su papel en Tovarich. También apareció en las películas The Roman Spring of Mrs. Stone (1961) y El barco de los locos (Ship of Fools, 1965).
Su última aparición en pantalla en El barco de los locos fue un triunfo y emblemática de sus dolencias que estaban arraigando. Antes del rodaje, el productor y director Stanley Kramer tenía intención de que Leigh la protagonizara, aunque inicialmente no estaba al corriente de su frágil estado físico y mental. Hablando sobre su trabajo, Kramer recordó su valor al asumir el difícil papel: «Estaba enferma, y el coraje de seguir adelante, el coraje para hacer la película; fue casi increíble». Su papel estaba cargado de paranoia y tuvo como consecuencia crisis nerviosas que afectaron a su relación con otros actores, aunque tanto Simone Signoret como Lee Marvin fueron compasivos y comprensivos. En un caso puntual durante la escena de violación, Leigh se vio turbada y golpeó a Marvin con tanta fuerza con un zapato de tacón, que le marcó la cara. Leigh ganó el premio L'Étoile de Cristal a una actuación en un papel protagonista por su papel en la película.
En mayo de 1967 estaba ensayando para actuar junta a Michael Redgrave en la obra de teatro de Edward Albee Un delicado equilibrio (A Delicate Balance) cuando sufrió una recaída en su tuberculosis. Tras varias semanas de reposo pareció que se recuperaba. Durante la noche del 7 de julio de 1967, Merivale la dejó como de costumbre en su apartamento de Eaton Square para actuar en una obra de teatro y regresó a casa poco antes de la medianoche encontrándola dormida; alrededor de 30 minutos más tarde, entró en el dormitorio y descubrió su cuerpo en el suelo. Ella había intentado ir al baño y, cuando sus pulmones se llenaron de líquido, se colapsaron y se asfixió.
Su fallecimiento se dio a conocer públicamente el 8 de julio y las luces de todos los teatros del centro de Londres se apagaron durante una hora. Se celebró un servicio católico en la Iglesia de Santa María de Cadogan Street, en Londres, y a su funeral asistieron las celebridades del teatro y el cine británico. De acuerdo con sus últimas voluntades, Leigh fue incinerada en el crematorio de Golders Green y sus cenizas fueron dispersadas en el lago junto a su casa de campo en Tickerage Mill, cerca de Blackboys, Sussex Oriental. Se celebró un servicio conmemorativo en St Martin-in-the-Fields, en el que John Gielgud leyó un panegírico.

## Legado

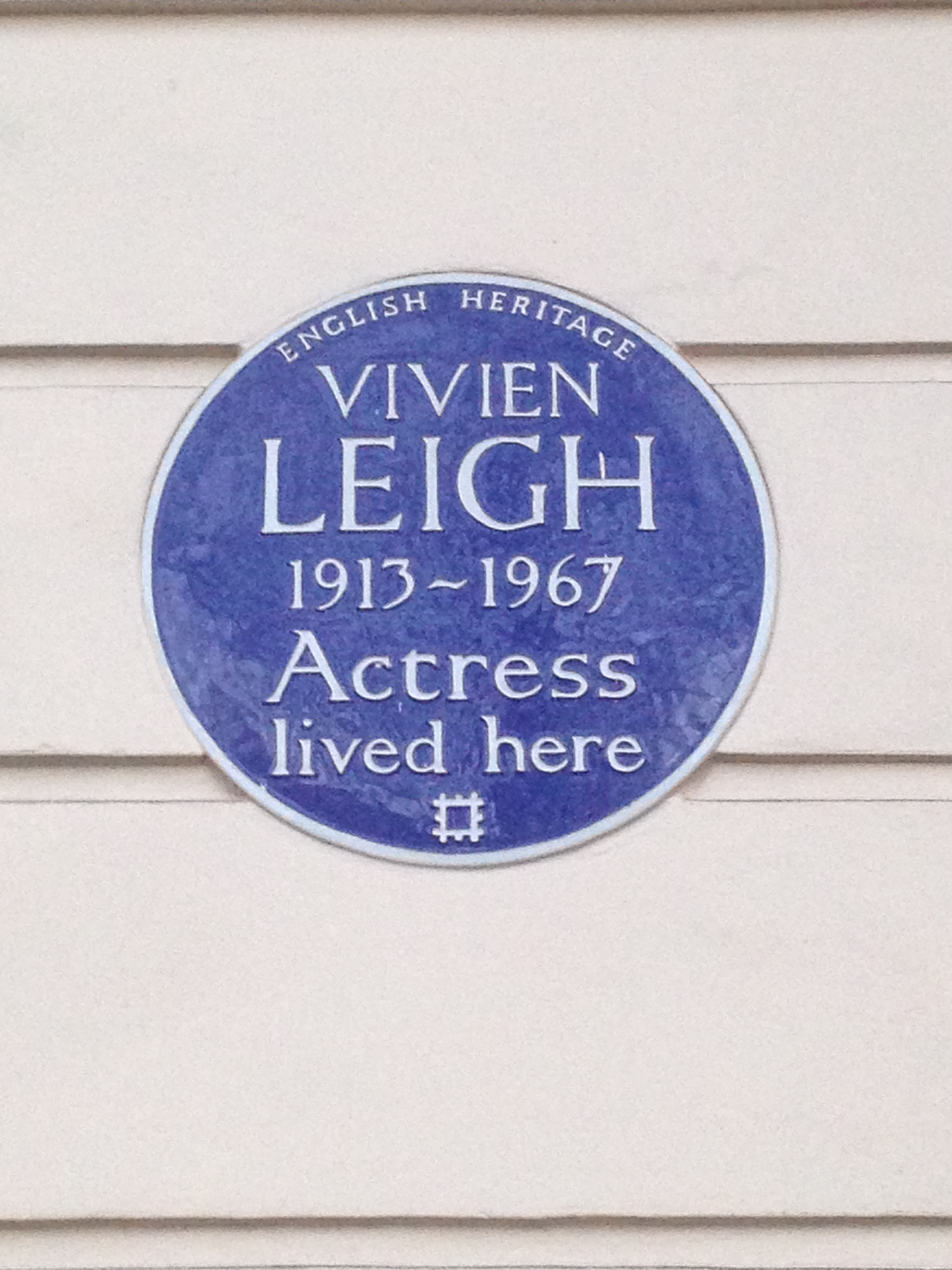
Placa conmemorativa del English Heritage ubicada en el n.º 54 de Eaton Square en el barrio de Belgravia, Londres, último domicilio de la actriz.

Estaba considerada como una de las actrices más bellas de su época, y los directores de las películas en las que actuó hicieron énfasis en este hecho. Cuando se le preguntó si ella creía que su belleza había sido un impedimento para ser tomada en serio como actriz, contestó: «La gente piensa que si te ves bastante aceptable, no puedes actuar, y como sólo me interesa actuar, creo que la belleza puede ser una gran desventaja, si realmente quieres mostrarte como el papel que estás desempeñando, que no es necesariamente como tú.» El director George Cukor la describió como una «consumada actriz, obstaculizada por su belleza», y Laurence Olivier dijo que los críticos debían «darle crédito por ser actriz y no dejar que sus juicios se vieran distorsionados por su gran belleza». El guionista y director Garson Kanin compartió este punto de vista y describió a Leigh como «una mujer despampanante cuya encantadora belleza a menudo tendía a oscurecer sus sorprendentes logros como actriz. Las grandes bellezas son con poca frecuencia grandes actrices - simplemente porque no lo necesitan. Vivien era diferente; ambiciosa, perseverante, seria, a menudo inspirada».
Leigh dijo que desempeñaba «tantos papeles distintos como le era posible» en un intento de aprender su arte y disipar los prejuicios sobre sus habilidades. Consideraba que la comedia era más difícil de interpretar que el drama porque requería un tiempo más preciso y dijo que se debería poner más énfasis en la comedia como parte del aprendizaje de un actor. Al acercarse al final de su carrera, que fue desde las comedias de Noël Coward hasta las tragedias de Shakespeare, observó: «Es mucho más fácil hacer llorar a la gente que hacerla reír».
Sus primeras actuaciones le supusieron un éxito inmediato en Gran Bretaña, pero fue relativamente desconocida en otras partes del mundo hasta el estreno de Lo que el viento se llevó. En diciembre de 1939, el crítico de cine Frank Nugent escribió en The New York Times: «La Scarlett de la señorita Leigh ha reivindicado la absurda búsqueda de talento que indirectamente la rodeó. Ella está tan perfectamente diseñada para el papel por arte y naturaleza que cualquier otra actriz en el papel sería inconcebible» y a causa del incremento de su fama apareció en la portada de la revista Time caracterizada como Scarlett. En 1969, el crítico Andrew Sarris comentó que el éxito de la película se debió en gran medida a «la acertada elección» de Leigh, y en 1998 escribió que «vive en nuestras mentes y recuerdos como una fuerza dinámica más que como una presencia estática». El historiador y crítico de cine Leonard Maltin describió la película como una de las más grandes de todos los tiempos, escribiendo en 1998 que Leigh «desempeñó brillantemente» su papel.
Su actuación en la producción del West End de Un tranvía llamado Deseo, descrita por la escritora Phyllis Hartnoll como «prueba de mayor fuerza como actriz de lo que había demostrado hasta ahora», le supuso un largo período durante el cual fue considerada una de las mejores actrices del teatro británico. Refiriéndose a la versión cinematográfica posterior, la crítica de cine Pauline Kael escribió que Leigh y Marlon Brando ofrecieron «dos de las mejores actuaciones de todos los tiempos en una película» y que la de Leigh era «una de esas escasas actuaciones que realmente se puede decir que evocan miedo y compasión».
Su mayor crítico fue Kenneth Tynan, quien ridiculizó la actuación de Leigh junto a Olivier en la producción teatral de 1955 de Tito Andrónico y de su reinterpretación de Lady Macbeth del mismo año, diciendo que su actuación era insustancial y carecía de la furia necesaria exigida por la obra. Sin embargo, tras la muerte de la actriz Tynan rectificó su opinión, describiendo su crítica anterior como «uno de los peores errores del juicio» que había hecho nunca; creyó que la interpretación de Leigh, en la que Lady Macbeth utiliza su atractivo sexual para mantener a Macbeth cautivado, «tenía más sentido ... que la típica arpía» con el que se solía interpretar el personaje. En una encuesta de opinión entre críticos teatrales realizada poco después de la muerte de Leigh, varios de ellos citaron su actuación como Lady Macbeth como uno de sus mayores logros en el teatro.
En 1969 se colocó una placa conmemorativa de Leigh en la Actors' Church, St Paul, Covent Garden, Londres. En 1985 apareció un retrato con su imagen en una serie de sellos postales del Reino Unido, junto con Alfred Hitchcock, Charles Chaplin, Peter Sellers y David Niven para conmemorar el «Año del cine británico». En abril de 2013 fue incluida de nuevo en otra serie de sellos, esta vez conmemorando el 100.º aniversario de su nacimiento, logrando el raro privilegio para alguien no miembro de la realeza de aparecer en sellos británicos en más de una ocasión. The British Library en Londres compró los documentos de Laurence Olivier en 1999; conocido como «El Archivo Laurence Olivier», la colección incluye muchos de los documentos personales de Vivien Leigh, incluidas numerosas cartas que escribió a Olivier. Los documentos de Vivien Leigh, como cartas, fotografías, contratos y diarios, son propiedad de su hija, Suzanne Farrington. En 1994 la Biblioteca nacional de Australia compró un álbum de fotografías, con el monograma "L & V O", que se cree que perteneció a los Olivier y contiene 573 fotografías de la pareja durante su gira de 1948 por Australia, considerado actualmente como parte del registro de la historia de las artes escénicas de Australia. En 2013 el Museo de Victoria y Alberto de Londres adquirió un archivo de las cartas de Vivien Leigh, diarios, fotografías, guiones anotados y guiones de teatro y sus numerosos premios.

## Premios y distinciones
| Año  | Trabajo nominado          | Premio                                                | Categoría                               | Resultado | Ref.    |
| ---- | ------------------------- | ----------------------------------------------------- | --------------------------------------- | --------- | ------- |
| 1939 | Lo que el viento se llevó | Premios del Círculo de Críticos de Cine de Nueva York | Mejor actriz                            | Ganadora  | [ 51 ]  |
| 1940 | Lo que el viento se llevó | Premios Óscar                                         | Mejor actriz                            | Ganadora  | [ 50 ]  |
| 1951 | Un tranvía llamado Deseo  | Premios Óscar                                         | Mejor actriz                            | Ganadora  | [ 132 ] |
| 1951 | Un tranvía llamado Deseo  | Premios BAFTA                                         | Mejor actriz británica                  | Ganadora  | [ 133 ] |
| 1951 | Un tranvía llamado Deseo  | Premios del Círculo de Críticos de Cine de Nueva York | Mejor actriz                            | Ganadora  | [ 134 ] |
| 1951 | Un tranvía llamado Deseo  | Festival Internacional de Cine de Venecia             | Copa Volpi a la mejor actriz            | Ganadora  | [ 135 ] |
| 1951 | Un tranvía llamado Deseo  | Premios Globo de Oro                                  | Mejor actriz - Drama                    | Nominada  | [ 136 ] |
| 1951 | Un tranvía llamado Deseo  | Medallas del Círculo de Escritores Cinematográficos   | Mejor actriz extranjera                 | Ganadora  | [ 137 ] |
| 1951 | Un tranvía llamado Deseo  | Premios San Jorge                                     | Mejor actriz                            | Ganadora  | [ 138 ] |
| 1963 | Tovarich                  | Premios Tony                                          | Mejor actriz protagonista en un musical | Ganadora  | [ 139 ] |